# Adolph Reuss
Pour les articles homonymes, voir Reuss (homonymie).
Adolphus Reuss, né le 28 novembre 1804 à Francfort-sur-le-Main, mort le 7 mai 1878 dans l'Ohio, est un docteur en médecine et un zoologiste allemand, herpétologiste et arachnologiste.

## Biographie

### Enfance
Adolph Reuss est issu d'une riche famille d'Amsterdam, ses parents émigrent à Francfort, où il passe son enfance. Son père Benedict Reuss est né à Amsterdam, sa mère, Johanna Basse, est originaire de Westphalie. C'est le benjamin d'une famille de huit enfants, sept fils et une fille.

### Études
Littéraire, il étudie à l'université de Göttingen, puis change d'orientation et se dirige vers la médecine, il est docteur en médecine en 1825 (thèse en latin : Dissertatio inauguralis anatomico-physiologica de systemate lentis crysallinae humanae), et suit des cours post-universitaires à Paris et à Berlin.

Il devient médecin quelques années à Francfort, et se marie avec Rachel Jucho (Margaretha C. E. Jucho), puis il décide de tenter sa chance aux États-Unis, le pays de la liberté.

### États-Unis
Il embarque sur un navire à voiles et traverse les océans, voyage dans des pays étendus, puis l'Ohio, l'Iowa, le Missouri, et finalement, en 1834, il s'installe près de Shiloh, comté de St. Clair, dans l'Illinois. Il s'achète une petite ferme avec deux cents acres de terre, et se lance dans l'agriculture. Il continue la pratique médicale.

En juillet 1836, c'est l'un des seize colons allemands fondateurs d'une bibliothèque, à Belleville, comté de Saint Clair.

Veuf depuis le 8 mars 1841, il se remarie avec Caroline Raith (1824-1870), qui est née à Göttingen, fille de Frederick Raith arrivé dans le comté de Saint Clair en 1833. Ils auront neuf enfants : Henry, Julius, Caroline, Rosa, Albert, Augusta, Johanna, Mary et Ferdinand.

Il devient l'un des citoyens influents de la communauté et porte un intérêt à la politique du parti républicain.

### Travail de zoologiste
Il est à l'Institut de recherche Senckenberg, et en 1834 il contribue de manière significative au muséum Senckenberg avec le premier traité, où beaucoup d'espèces en arachnologie y sont décrites.

Le 8 septembre 1856, il est élu membre correspondant, de l'académie des sciences de Saint-Louis, ainsi que de Senckenbergische Naturforschende Gesellschaft à Francfort, membre depuis 1829,.

### Décès
Il meurt le 7 mai 1878 et repose à Shiloh au Shiloh Valley Cemetery. À sa mort, il est propriétaire de 450 acres de terre.

## Taxons décrits
- Lézards :
  - Trapelus mutabilis Merrem, 1820 – synonyme : Trapelus pallidus Reuss, 1833 (connu en Égypte sous le nom Agama pallida Reuss, 1833 et Agama inermis Reuss, 1833)
  - Latastia longicaudata Reuss, 1834
- Serpents :
  - Malpolon moilensis Reuss, 1834 - Couleuvre de Moïla ou Couleuvre maillée – synonyme : Coluber moilensis
  - Telescopus obtusus (Reuss, 1834) décrit sous Coluber obtusus Reuss, 1834 - Telescope de Tripolitaine
  - Enhydris alternans Reuss 1834  – synonyme : Brachyorrhos alternans Reuss, 1834 - (Reuss' Water Snake)
  - Thamnophis eques (Reuss, 1834) décrit sous Coluber eques Reuss, 1834
- Amphibiens :
  - Amietophrynus regularis Reuss, 1833 - synonyme : Bufo regularis Reuss, 1834 (1828)